# Abraham Placzek
Abraham Placzek (hebrejsky אברהם פלאצק‎ / Avraham Platzak, leden 1799, Přerov – 10. prosince 1884, Boskovice) byl moravský rabín a učenec, který působil jako zemský rabín Moravy od roku 1851 až do své smrti.

## Život
Abraham Placzek se narodil v židovské rodině v moravském Přerově, v tehdejším Rakousku-Uhersku. Vzdělání získal od místních rabínů.
Po sňatku založil v Boskovicích ješivu, kde studovalo mnoho studentů, včetně rabína Jehudy Livaše Eislera, autora knihy "Poslední slova Judy." V roce 1827 se ve svém rodném městě stal rabínem a v letech 1832-1840 úřadoval v nedalekých Hranicích.  Poté byl povoláni do Boskovic, kde působil jako rabín až do své smrti v prosinci 1884.
V říjnu 1851 vystřídal Samsona Rafaela Hirsche v úřadu moravského zemského rabína, jenž ho sám doporučil za svého nástupce. Placzek měl blízko k úřadům a z titulu svého úřadu oficiálního moravského rabína často zastupoval před císařem židovskou veřejnost a hájil práva Židů.
Podporoval Solomona Spitzera v jeho úsilí proti liturgické reformě.
Placzek byl významným znalcem talmudu a také úspěšný učitel a vedl korespondenci s významnými rabíny, v jejichž sbírkách responsorií je jeho jméno často uváděno. 
Jeho dcera Eva (Chava) se provdala za rabína Šmuela Becka, rabína v Lešně. Jeho syn Baruch Placzek se stal váženým rabínem ortodoxní židovské komunity v Brně.